# Înaintașii Țarului Nicolae al II-lea al Rusiei

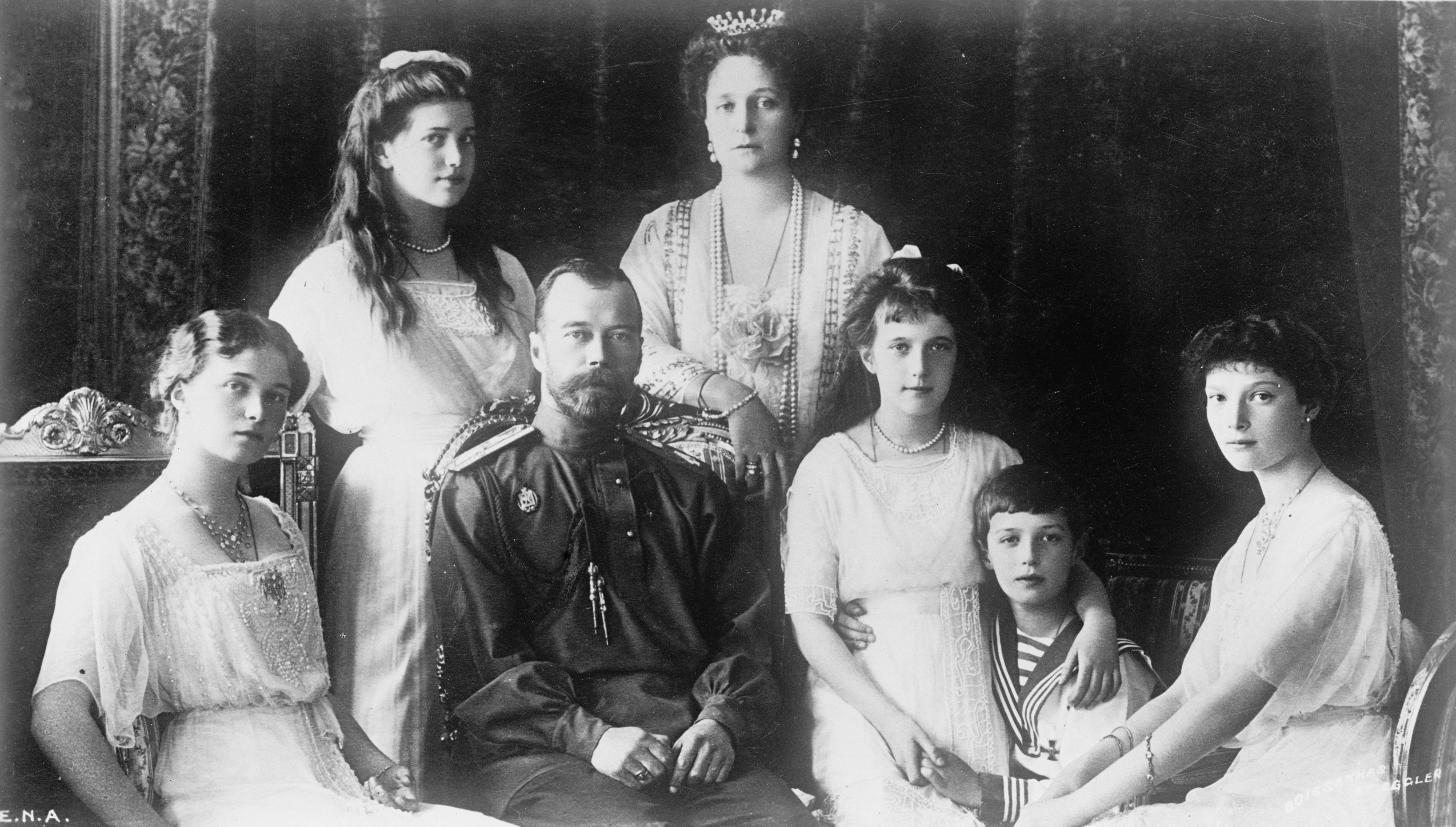
Familia imperială rusă, 1914. De la stânga la dreapta: Marea Ducesă Olga, Marea Ducesă Maria, Țarul Nicolae al II-lea, Țarina Alexandra, Marea Ducesă Anastasia, Țareviciul Alexei, Marea Ducesă Tatiana.

Genealogia Țarului Nicolae al II-lea al Rusiei se poate studia atât din punct de vedere al înaintașilor, cât și al descendenților. Genealogia descendenților este necesarmente scurtă în cazul acestui ultim țar al Rusiei, dat fiind faptul că el a fost executat, împreună cu întreaga lui familiei, de către bolșevici.

## Genealogia ascendentă
Genealogia ascendentă studiază înaintașii unei persoane. Ea se poate face atât prin listă, cât și prin arbore genealogic. La rândul său, lista poate conține fie totalitatea înaintașilor unei persoane, fie doar înaintașii lui/ei pe linie masculină (listă agnatică), feminină (listă cognatică), sau o combinație specifică, conținând atât bărbați cât și femei.

### Lista ascendenților
Nicolae al II-lea al Rusiei
1. Nicolae al II-lea al Rusiei
Prima generație de înaintași
2. Alexandru al III-lea al Rusiei (tatăl lui 1)

3. Dagmar a Danemarcei (mama lui 1)
A doua generație de înaintași
4. Alexandru al II-lea al Rusiei ( tatăl lui 2)

5. Maria Alexandrovna, Prințesa Maria de Hessen, Țarină a Rusiei (mama lui 2)

6. Christian al IX-lea (tatăl lui 3)

7. Louise de Hessen-Kassel, Regină a Danemarcei (mama lui 3)
A treia generație de înaintași
8. Nicolae I al Rusiei (tatăl lui 4)

9. Alexandra Feodorovna, Țarină a Rusiei (mama lui 4)

10. Ludovic al II-lea, Mare Duce de Hessen (tatăl lui 5)

11. Wilhelmine de Baden (mama lui 5)

12. Frederic Wilhelm, Duce de Glücksburg (tatăl lui 6)
 
13. Louise Caroline, Prințesă de Hessen-Kassel (mama lui 6)

14.  Wilhelm I de Hessen (tatăl lui 7)
 
15. Prințesa Charlotte a Danemarcei (mama lui 7)
A patra generație de înaintași
16. Pavel I (tatăl lui 8)

17. Maria Feodorovna (mama lui 8)

18. Frederic Wilhelm al III-lea (tatăl lui 9)
 
19. Louise de Mecklenburg-Strelitz (mama lui 9)

20. Ludovic I, Mare Duce de Hessen (tatăl lui 10)

21. Louise de Hessen-Darmstadt  (mama lui 10)

22. Carol Ludovic de Baden  (tatăl lui 11)

23. Amalia de Hessen-Darmstadt (mama lui 11)

24. Frederic Carol Ludovic, Duce de Schleswig-Holstein-Sonderburg-Beck (tatăl lui 12)
 
25. Contesa Friederike de Schlieben (mama lui 12)

26. Landgraful Carol de Hessen-Kassel (tatăl lui 13)

27. Prințesa Louise de Danemarca și Norvegia (mama lui 13)

28. Landgraful Frederic de Hessen-Kassel (tatăl lui 14)

29. Prințesa Caroline-Polyxene de Nassau-Usingen (mama lui 14)

30. Prințul ereditar Frederic de Danemarca și Norvegia (tatăl lui 15)

31. Sofia Frederica de Mecklenburg-Schwerin (mama lui 15)
A cincea generație de înaintași
32. Petru al III-lea al Rusiei (tatăl lui 16)

33. Ecaterina a II-a a Rusiei (mama lui 16)

34. Frederic al II-lea Eugen, Duce de Württemberg (tatăl lui 17)

35. Friederike Dorothea, Prințesă de Brandenburg-Schwedt (mama lui 17)

36. Frederic Wilhelm al II-lea al Prusiei (tatăl lui 18)

37. Frederika Louisa de Hessen-Darmstadt, Regină a Prusiei (mama lui 18)

38. Carol al II-lea, Mare Duce de Mecklenburg-Strelitz (tatăl lui 19)

39. Friederika de Hessen-Darmstadt (mama lui 19)

40. Ludovic al IX-lea, Landgraf de Hessen-Darmstadt (tatăl lui 20)

41. Contesa palatină Karoline de Zweibrücken-Birkenfeld (mama lui 20)

42. Georg Wilhelm de Hessen-Darmstadt (tatăl lui 21)

43. Luise, Contesă de Leiningen-Heidesheim (mama lui 21)

44. Carol Frederic, Mare Duce de Baden (tatăl lui 22)

45. Carolina Luise de Hessen-Darmstadt (mama lui 22)

46. Ludovic al IX-lea, Landgraf de Hessen-Darmstadt (tatăl lui 23)

47. Contesa Palatină Karoline de Zweibrücken-Birkenfeld (mama lui 23)

48. Carol Anton August, Duce de Schleswig-Holstein-Sonderburg-Beck (tatăl lui 24)

49. Friederike Charlotte, Contesă de Dohna-Leistenau (mama lui 24)

50. Carol Leopold, Conte de Schlieben (tatăl lui 25)

51. Contesa Marie Eleanore de Lehndorff (mama lui 25)

52. Frederic al II-lea, Landgraf de Hessen-Kassel (tatăl lui 26)

53. Mary, Prințesă a Marii Britanii (mama lui 26)

54. Frederic al V-lea (tatăl lui 27)

55. Louise, Regină a Danemarcei și Norvegiei (mama lui 27)

56. Frederic al II-lea, Landgraf de Hessen-Kassel (tatăl lui 28)

57. Mary, Prințesă a Marii Britanii (mama lui 28)

58. Carol Wilhelm, Prinț de Nassau-Usingen  (tatăl lui 29)

59. Karoline Felizitas, Contesă de Leiningen-Heidesheim (mama lui 29)

60. Frederic al V-lea (tatăl lui 30)

61. Ducesa Iuliana Maria de Braunschweig-Wolfenbüttel (mama lui 30)
 
62. Ludovic, Duce de Mecklenburg-Schwerin (tatăl lui 31)

63. Charlotte Sofie, Ducesă de Saxa-Coburg-Saalfeld (mama lui 31)
A șasea generație de înaintași
64. Carol Frederic, Duce de Holstein-Gottorp (tatăl lui 32)

65. Marea Ducesă Anna Petrovna a Rusiei (mama lui 32)

66. Christian August, Prinț de Anhalt-Zerbst (tatăl lui 33)

67. Prințesa Johanna Elisabeta de Holstein-Gottorp (mama lui 33)

68. Carol I Alexandru, Duce de Württemberg (tatăl lui 34)

69. Maria Augusta, Prințesă de Thurn și Taxis (mama lui 34)

70. Frederic Wilhelm, Marcgraf de Brandenburg-Schwedt (tatăl lui 35)

71. Sofia Doroteea, Prințesă de Prusia (mama lui 35)

72. August Wilhelm, Prinț de Prussia (tatăl lui 36)

73. Ducesa Luise Amalie de Braunschweig-Wolfenbüttel (mama lui 36)

74. Ludovic al IX-lea, Landgraf de Hessen-Darmstadt (tatăl lui 37)

75. Contesa palatină Karoline de Zweibrücken-Birkenfeld (mama lui 37)

76. Carol Ludovic Frederic, Duce de Mecklenburg-Strelitz (tatăl lui 38)

77.  Elisabeth Albertine, Prințesă de Saxa-Hildburghausen (mama lui 38)

78. Georg Wilhelm de Hessen-Darmstadt (tatăl lui 39)

79. Luise, Contesă de Leiningen-Heidesheim (mama lui 39)

80. Ludovic al VIII-lea, Landgraf de Hessen-Darmstadt (tatăl lui 40)

81. Charlotte Christine Magdalene Johanna, Contesă de Hanau-Lichtenberg (mama lui 40)

82. Christian al III-lea, Conte Palatin de Zweibrücken (tatăl lui 41)

83. Carolina, Contesă de Nassau-Saarbrücken (mama lui 41)

84. Ludovic al VIII-lea, Landgraf de Hessen-Darmstadt (tatăl lui 42)

85. Charlotte Christine Magdalene Johanna, Contesă de Hanau-Lichtenberg (mama lui 42)

86. Christian Carol Reinhard, Conte de Leiningen-Dagsburg-Heidesheim (tatăl lui 43)

87. Katharina Polyxena, Contesă de Solms-Rödelheim și Assenheim (mama lui 43)

88. Frederic, Prinț Moștenitor de Baden-Durlach (tatăl lui 44)

89. Anna Charlotte Amalie, Prințesă de Nassa de Nassau-Dietz (mama lui 44)

90. Ludovic al VIII-lea, Landgraf de Hessen-Darmstadt (tatăl lui 45)

91. Charlotte Christine Magdalene Johanna, Contesă de Hanau-Lichtenberg (mama lui 45)

92. Ludovic al VIII-lea, Landgraf de Hessen-Darmstadt (tatăl lui 46)

93. Charlotte Christine Magdalene Johanna, Contesă de Hanau-Lichtenberg (mama lui 46)

94. Christian al III-lea, Conte Palatin de Zweibrücken (tatăl lui 47)

95. Carolina, Contesă de Nassau-Saarbrücken (mama lui 47)

96. Peter August, Duce de Schleswig-Holstein-Sonderburg-Beck (tatăl lui 48)

97. Sofie, Contesă de Hessen-Philippsthal (mama lui 48)

98. Albrecht Christoph, Conte de Dohna-Leistenau (tatăl lui 49)

99.  Henriette, Prințesă de Schleswig-Holstein-Sonderburg-Beck (mama lui 49)

100. Contele Georg Adam al III-lea de Schlieben (tatăl lui 50)

101. Katharina Dorothea, Contesă Finck de Finckenstein-Schönberg (mama lui 50)

102. Ernest Ahasver, Conte de Lehndorf (tatăl lui 51)

103. Maria Luise, Baroneasă de Wallenrodt (mama lui 51)

104. Wilhelm al VIII-lea, Landgraf de Hessen-Kassel (tatăl lui 52)

105. Dorothea Wilhelmine de Saxa-Zeitz (mama lui 52)
 
106. George al II-lea Augustus (tatăl lui 53)

107. Wilhelmine Karoline, Contesă de Brandenburg-Ansbach (mama lui 53)

108. Christian al VI-lea (tatăl lui 54)

109. Prințesa Sophie Magdalene de Brandenburg-Kulmbach (mama lui 54)

110. George al II-lea Augustus (tatăl lui 55)

111. Wilhelmine Karoline, Contesă de Brandenburg-Ansbach (mama lui 55)

112. Wilhelm al VIII-lea, Landgraf de Hessen-Kassel (tatăl lui 56)

113. Dorothea Wilhelmine de Saxa-Zeitz (mama lui 56)
 
114. George al II-lea Augustus (tatăl lui 57)

115. Wilhelmine Karoline, Contesă de Brandenburg-Ansbach (mama lui 57)

116.  Carol, Prinț de Nassau-Usingen (tatăl lui 58)

117. Christiane Wilhelmine, Ducesă de Saxa-Eisenach  (mama lui 58)

118. Christian Carol Reinhard, Conte de Leiningen-Dagsburg-Heidesheim  (tatăl lui 59)

119. Katharina Polyxena, Contesă de Solms-Rödelheim și Assenheim (mama lui 59)

120. Christian al VI-lea (tatăl lui 60)

121. Prințesa Sophie Magdalene de Brandenburg-Kulmbach (mama lui 60)

122. Ferdinand Albert al II-lea, Duce de Braunschweig-Lüneburg  (tatăl lui 61)

123. Antoinette Amalie, Prințesă de Braunschweig-Blankenberg (mama lui 61)

124. Ducele Christian Ludovic al II-lea de Mecklenburg-Schwerin (tatăl lui 62)

125. Ducesa Gustava Karolina de Mecklenburg-Strelitz (mama lui 62)

126. Francisc Josias, Duce de Saxa-Coburg-Saalfeld (tatăl lui 63)

127. Prințesa Anna Sophie de Schwarzburg-Rudolstadt (mama lui 63)

### Lista agnatică a ascendenților
Descendența agnatică stă la baza ordinii de succesiune a celor mai multe case regale, potrivit legii salice. În cazul lui Nicolae al II-lea, ea conduce la Casa de Oldenburg, căci toți strămoșii lui pe linie paternă au aparținut acelei case.
Casa de Oldenburg:
1. Egilmar I de Lerigau, ale cărui date biografice nu sunt cunoscute
2. Egilmar II de Lerigau, d. 1141
3. Christian I de Oldenburg, d. 1167
4. Mauriciu de Oldenburg, d. 1209
5. Christian al II-lea de Oldenburg, d. 1233
6. Ioan I, Conte de Oldenburg, d. 1275
7. Christian al III-lea, Conte de Oldenburg, d. 1285
8. Ioan al II-lea, Conte de Oldenburg, d. 1314
9. Conrad I, Conte de Oldenburg, 1300–1347
10. Christian V, Conte de Oldenburg, 1340–1423
11. Dietrich, Conte de Oldenburg, 1398–1440
12. Christian I al Danemarcei, 1426–1481
13. Frederic I al Danemarcei, 1471–1533
14. Adolf, Duce de Holstein-Gottorp, 1526–1586
15. Ioan Adolf, Duce de Holstein-Gottorp, 1575–1616
16. Frederic al III-lea, Duce de Holstein-Gottorp, 1597–1659
17. Christian Albert, Duce de Holstein-Gottorp, 1641–1695
18. Frederic al IV-lea, Duce de Holstein-Gottorp, 1671–1702
19. Carol Frederic, Duce de Holstein-Gottorp, 1700–1739
20. Petru al III-lea al Rusiei, 1728–1762, probabil tatăl lui:
21. Pavel I al Rusiei, 1754–1801
22. Nicolae I al Rusiei, 1796–1855
23. Alexandru al II-lea al Rusiei, 1818–1881
24. Alexandru al III-lea al Rusiei, 1845–1894
25. Nicolae al II-lea al Rusiei, 1868–1918

### Lista ascendenților până laRuric
Ruric este întemeietorul cvasilegendar al primului stat al slavilor răsăriteni. Familia Romanov, familia lui Nicolae al II-lea, s-a unit cu această dinastie odată cu căsătoria, pe 21 mai 1725, a Marii Ducese Ana Petrovna a Rusiei, fiica lui Petru I al Rusiei, cu Carol Frederic, Duce de Holstein-Gottorp, care descinde din Marii Duci ai Kievului, inclusiv Ruric.
Această listă are astfel un caracter mixt, conținând atât bărbați cât și femei.
1. Rurik
2. Igor al Kievului
3. Sviatoslav I al Kievului
4. Vladimir I al Kievului
5. Iaroslav I cel Înțelept
6. Vladimir al II-lea Monomahul
7. Mstislav I al Kievului
8. Ingeborg al Kievului
9. Valdemar I al Danemarcei
10. Valdemar al II-lea al Danemarcei
11. Erik al IV-lea al Danemarcei
12. Sofia a Danemarcei
13. Ingeborg Valdemarsdotter a Suediei
14. Gerhard al IV-lea, Conte de Holstein-Itzehoe-Plön
15. Ingeborg de Holstein
16. Christian al V-lea, Conte de Oldenburg
17. Dietrich, Conte de Oldenburg
18. Christian I al Danemarcei
19. Frederic I al Danemarcei
20. Adolf, Duce de Holstein-Gottorp
21. Ioan Adolf, Duce de Holstein-Gottorp
22. Frederic al III-lea, Duce de Holstein-Gottorp
23. Christian Albert, Duce de Holstein-Gottorp
24. Frederic IV, Duce de Holstein-Gottorp
25. Carol Frederic, Duce de Holstein-Gottorp
26. Petru al III-lea al Rusiei, probabil tatăl lui:
27. Pavel I al Rusiei
28. Nicolae I al Rusiei
29. Alexandru al II-lea al Rusiei
30. Alexandru al III-lea al Rusiei
31. Nicolae al II-lea al Rusiei

## Genealogia descendentă
Genealogia descendentă a lui Nicolae al II-lea al Rusiei constă dintr-o singură generație, copiii lui, întrucât el a fost executat, împreună cu întreaga lui familie, de către bolșevici, în noaptea de 16 iulie spre 17 iulie 1918.
Copiii Țarului Nicolae al II-lea
| Fotografie | Nume                              | Data nașterii                                                                   | Data morții   | Note                                          |
| ---------- | --------------------------------- | ------------------------------------------------------------------------------- | ------------- | --------------------------------------------- |
|            | Marea Ducesă Olga Nikolaevna      | 15 noiembrie 1895, stil vechi 3 noiembrie 1985, potrivit calendarului gregorian | 17 iulie 1918 | Impușcați la Ekaterinburg de către bolșevici. |
|            | Marea Ducesă Tatiana Nikolaevna   | 10 iunie 1897, stil vechi 29 mai 1897, potrivit calendarului gregorian          | 17 iulie 1918 | Impușcați la Ekaterinburg de către bolșevici. |
|            | Marea Ducesă Maria Nikolaevna     | 26 iunie 1899, stil vechi 14 iunie 1899, potrivit calendarului gregorian        | 17 iulie 1918 | Impușcați la Ekaterinburg de către bolșevici. |
|            | Marea Ducesă Anastasia Nikolaevna | 18 iunie 1901, stil vechi 5 iunie 1901, potrivit calendarului gregorian         | 17 iulie 1918 | Impușcați la Ekaterinburg de către bolșevici. |
|            | Țareviciul Alexei Nikolaevich     | 12 august 1904, stil vechi 30 iulie 1904, potrivit calendarului gregorian       | 17 iulie 1918 | Impușcați la Ekaterinburg de către bolșevici. |